# Доле (станція)
Доле (латис. Dole) — залізнична зупинка на лінії Рига—Даугавпілс, що знаходиться в Саласпільському районі між станцією Саласпілс і зупинкою Дарзіни. На цій зупинці зупиняються електропоїзди, а також один дизельний рейс Рига—Крустпілс—Рига. Каса для продажу квитків на зупинці закрита.
У 1884 році була відкрита станція Петровський табір для обслуговування літніх таборів військ Ризького гарнізону. Після Першої світової війни станцію не відновили. У 1960 році на її місці облаштували зупинку Доле.